# Heather Ludloff
Heather Ludloff (11 giugno 1961) è un'ex tennista statunitense.

## Carriera
In carriera ha vinto 2 titoli di doppio. Nei tornei del Grande Slam ha ottenuto il suo miglior risultato raggiungendo i quarti di finale di doppio agli Australian Open nel 1983, in coppia con la sudafricana Ilana Kloss.

## Statistiche

### Doppio

#### Vittorie (2)
| Numero | Anno           | Torneo                                     | Superficie | Compagna        | Avversarie in finale            | Punteggio     |
| 1.     | 20 luglio 1986 | Hall of Fame Tennis Championships, Newport | Erba       | Terry Holladay  | Cammy MacGregor Gretchen Magers | 6-1, 6-7, 6-3 |
| 2.     | 30 aprile 1989 | Taiwan Open, Taipei                        | Cemento    | Maria Lindström | Cecilia Dahlman Nana Miyagi     | 4-6, 7-5, 6-3 |

### Doppio

#### Finali perse (2)
| Numero | Anno           | Torneo                                     | Superficie | Compagna            | Avversarie in finale                  | Punteggio |
| 1.     | 3 maggio 1987  | Singapore Open, Kallang                    | Cemento    | Barbara Gerken      | Anna-Maria Fernández Julie Richardson | 1-6, 4-6  |
| 2.     | 4 ottobre 1987 | Virginia Slims of New Orleans, New Orleans | Sintetico  | Peanut Louie-Harper | Zina Garrison Lori McNeil             | 3-6, 4-6  |